# Federación Peruana de Paleta Frontón
La Federación Deportiva Peruana de Paleta Frontón es el máximo ente del deporte de la paleta frontón. A pesar de que este deporte es originario de Perú, la Federación de Paleta Frontón es reconocida internacionalmente por la Federación Internacional de Pelota Vasca y por la Federación Panamericana de Pelota Vasca (una disciplina afín a la Paleta Frontón). Su principal misión es la de velar por el desarrollo de este deporte, con fines internacionales en mediano y largo plazo, es por ello su unión estratégica a las organizaciones internacionales de pelota vasca (a la vez que estas tratan de introducir este deporte en Perú).
Su actual sede se encuentra ubicada en el distrito de Santiago de Surco, en la ciudad de Lima, y su presidente electo es el Ing. Arnaldo Chávez.